# Capital de risc

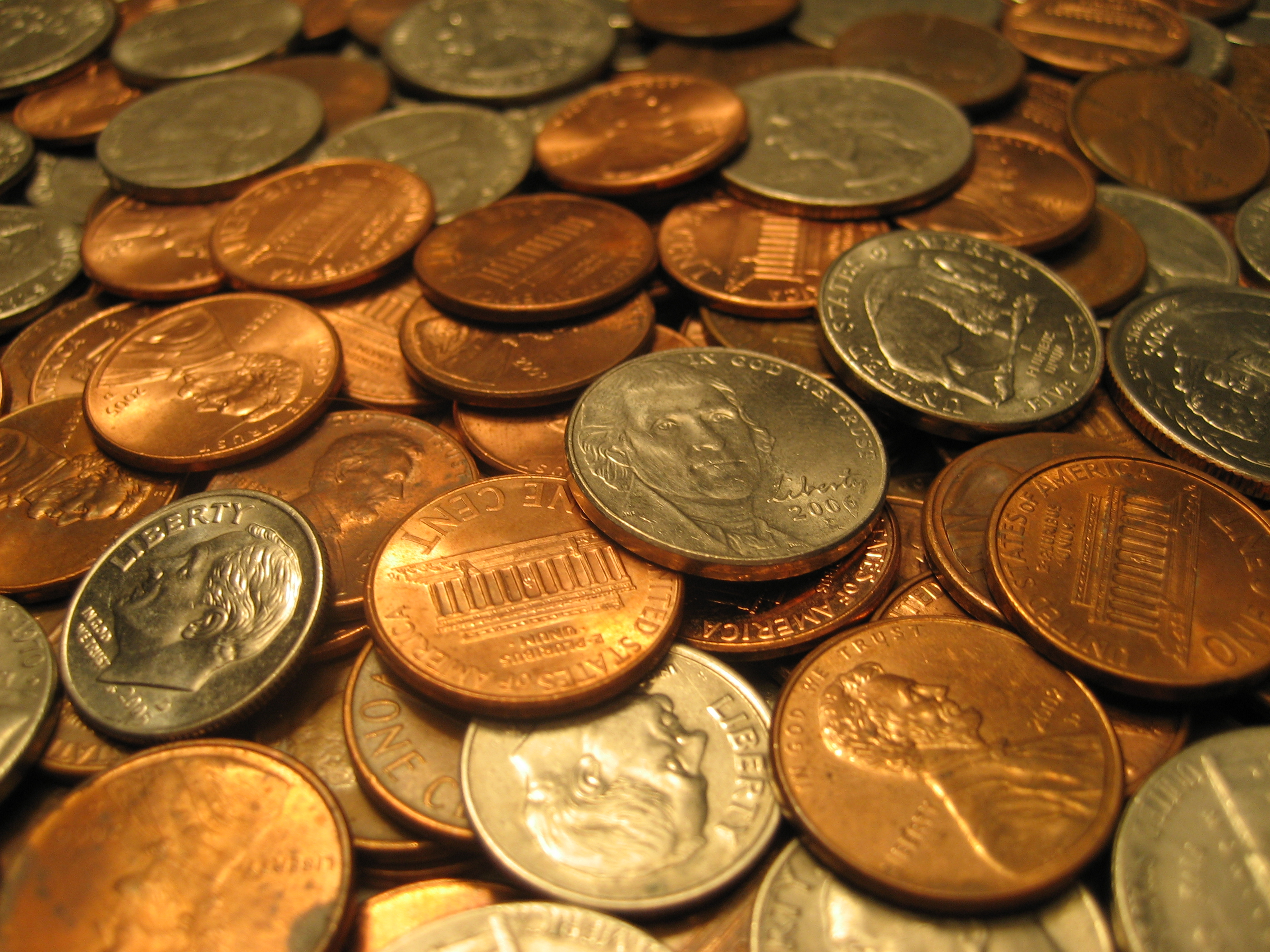
Assortit de monedes nord-americanes

El capital de risc és l'activitat financera consistent a aportar capitals a mitjà i llarg termini, però sense voluntat de permanència il·limitada, a empreses que presenten dificultats per accedir a altres fonts de finançament. L'objectiu és que amb l'ajuda del capital de risc, l'empresa augmenti el seu valor i una vegada madurada la inversió, el capitalista es retiri obtenint un benefici.
L'inversor de risc busca prendre participació en empreses que pertanyin a sectors dinàmics de l'economia, dels que s'espera que tinguin un creixement superior a la mitjana. Una vegada el valor de l'empresa s'ha incrementat prou, els fons de risc es retiren del negoci consolidant la seva rendibilitat. Les principals estratègies de sortida que es plantegen per a una inversió d'aquest tipus són:
- Venda a un inversor estratègic.
- IPO (Oferta pública inicial) de les accions de la companyia.
- Recompra d'accions per part de l'empresa.

Exemples d'aquest tipus d'aportacions han estat la compra de les companyies Amadeus Arxivat 2007-09-29 a Wayback Machine. o Cortefiel per part d'entitats de capital de risc.
Les entitats de capital de risc són societats o fons mercantils que realitzen aquesta activitat i estan reconegudes com a tal, per haver estat legalment enregistrades. A més de les societats i fons, es consideren entitats de capital de risc les societats gestores. Són societats anònimes que porten la gestió d'un fons, ja que aquest, per no tenir personalitat jurídica, no pot operar per si mateix. També poden portar la gestió d'una societat, si aquesta li encarrega. Les entitats de capital de risc tenen una regulació legal específica, en gran part, per un règim fiscal bastant favorable.

## Tipus de capital de risc
Malgrat que en català és corrent utilitzar el terme capital de risc per a definir totes les entitats que desenvolupen aquesta activitat, al món anglosaxó existeix una clara distinció entre les entitats que centren la seva activitat al desenvolupament de projectes empresarials que es troben en etapes primerenques com per exemple l'entrada de diverses entitats de capital de risc per a impulsar el projecte FON Arxivat 2007-09-27 a Wayback Machine. i aquelles l'activitat de les quals consisteix a invertir en empreses ja consolidades per les que seria més correcte utilitzar el terme de capital inversió o private equity en lloc del de capital de risc quan ens referim a aquestes últimes.
El capital de risc privat o informal funciona a través dels anomenats àngels inversors, en anglès anomenats business angels.

## Tipus d'operacions de capital inversió
Dintre de l'activitat del capital inversió es poden trobar diferents tipus d'operacions:
- Management Buy-Out (MBO): Consistent en l'adquisició d'una societat, de part d'ella o dels seus actius per un grup de directius que treballa en la mateixa recolzats per una empresa de Capital Inversió.
- Management Buy In (MBI): Consistent en l'adquisició d'una societat en la que el control d'aquesta és obtingut per un personal de direcció extern a la mateixa recolzats per una empresa de capital inversió.
- Management Buy In Management Buy-Out (BIMBO): Consisteix en l'adquisició d'una societat controlada per la combinació d'un equip de directius que treballa en la mateixa junt amb el suport de directius externs.

## Estructura de les operacions MBO / MBI / BIMBO
En general els MBOs s'articulen a través d'una societat instrumental creada ad hoc (NEWCO), els accionistes de la qual acostumen a ésser l'equip de direcció de l'entitat de capital de risc. La NEWCO sol rebre un préstec de les entitats financeres que pot destinar-se a:
- L'adquisició de les accions de la societat objecte de la compra, garantint el finançament amb els actius de la societat objecte de la compra. Posteriorment la NEWCO i societat adquirida es fusionen.
- La compra dels actius de la societat objecte de la compra, també amb garantia dels seus actius.
- Repagar als accionistes sortints el preu de les seves accions, fusionant en aquest mateix moment la NEWCO i la societat adquirida.

## El capital de risc en la nova economia
Els fons de capital de risc, canalitzen grans sumes de diner cap a nous negocis d'alt risc i alta rendibilitat, posant a disposició d'una nova generació d'emprenedors suficient quantitat de diner com per a enfrontar-se a empreses ja existents.
És per aquesta raó i amb les expectatives generades per la Nova Economia, que les firmes d'aquesta indústria van aconseguir atreure una important quantitat de capitals de risc. Aquest model és el que va permetre a Netscape, Amazon i altres desafiar empreses molt fortes ja establertes com a Microsoft i Barnes & Noble, etc.
Sense aquesta capacitat de finançar noves i innovadores formes de negoci, tota la revolució de la informació s'hauria produït molt més lentament. Les inversions dels fons de capital de risc són molt importants en sectors caracteritzats per l'alta tecnologia, com les TICs (telecomunicacions, informàtica, internet, software…), la biotecnologia o les energies alternatives.
Existeixen diferents tipus d'inversors de risc, que han actuat en empreses emergents de la nova economia:
- Capital llavor: Petits capitals de risc que s'utilitzen per a fer «germinar» un projecte innovador des dels seus començaments. Risc molt elevat.
- Capital de risc: Capital que s'aporta en les primeres etapes del desenvolupament d'una empresaen espera d'una rendibilitat propera al 50%, amb una maduració d'entre cinc i set anys.

## Regulació legal a l'Estat espanyol

### Característiques de les entitats
Les entitats de capital de risc poden ser societats o fons de capital de risc, i de règim comú o de règim simplificat. Les de règim simplificat són de característiques més properes a la inversió personal i les de règim comú a la inversió de tipus col·lectiu. Les denominacions societat de capital-risc, fons de capital-risc i entitat gestora de capital de risc, així com les abreviatures SCR, FCR i EGCR els estan reservades.
Les societats de capital de risc han de ser anònimes i amb un capital social mínim d'1.200.000 euros. Els fons de capital de risc són patrimonis separats sense personalitat jurídica, que realitzen les activitats de finançament de capital de risc. La seva gestió i representació correspon a una entitat gestora. El capital mínim ha de ser 1.650.000 euros. Les participacions han de ser iguals i nominatives, excepte en els de règim simplificat que poden tenir participacions diferents per als fundadors. Les societats gestores han de ser societats anònimes amb un capital mínim desemborsat de 300.000 euros.

### Característiques de l'activitat
Han d'invertir almenys un 60 per cent dels seus actius en valors que donin dret a adquirir participacions en l'empresa (accions, préstecs participatius, etc.). Les empreses que els reben no han de cotitzar a borsa, excepte que deixin de fer-ho en un termini no superior als dotze mesos des de la compra. També poden invertir en empreses en les quals l'actiu estigui constituït en més d'un 50 per cent per immobles, i estiguin dedicats a una activitat econòmica almenys els que representin un 85 per cent del valor del total. Poden invertir també en altres entitats de capital-risc. Poden realitzar també activitats d'assessorament a les empreses que poden ser objecte de la seva activitat.

### Enregistrament
A l'Estat espanyol, han d'obtenir autorització i ésser inscrites al registre administratiu que porta la Comissió Nacional del Mercat de Valors.

### Règim fiscal
A l'Estat espanyol, les societats i els fons de capital de risc estan exempts en un 99 per cent de l'Impost sobre societats, per les rendes que obtinguin en la seva activitat de compra i venda de participacions en empreses. També gaudeixen d'una deducció del 100 per cent de la quota, pels dividends i participació en beneficis que rebin de les empreses de les quals posseeixen accions o altres valors participatius.

### Principals normes aplicables
- LLEI 25/2005, de 24 de novembre, reguladora de las entidades de capital-riesgo y sus sociedades gestoras.
- Reial Decret llei 4/2004, de 5 de març, pel qual s'aprova el Text refós de la Llei reguladora de l'Impost sobre Societats.

## Empreses de capital de risc que operen a l'Estat espanyol
- «Llistat complet de Societats de capital de risc» (en castellà).   Comisión Nacional de Mercado de Valores.
- Llistat complet de fons de capital de risc Arxivat 2007-09-28 a Wayback Machine.
- Llistat complet de Societats gestores de Entitats de capital de risc Arxivat 2007-09-28 a Wayback Machine.